# Altenhoferstraße 3 (Bodelshausen)

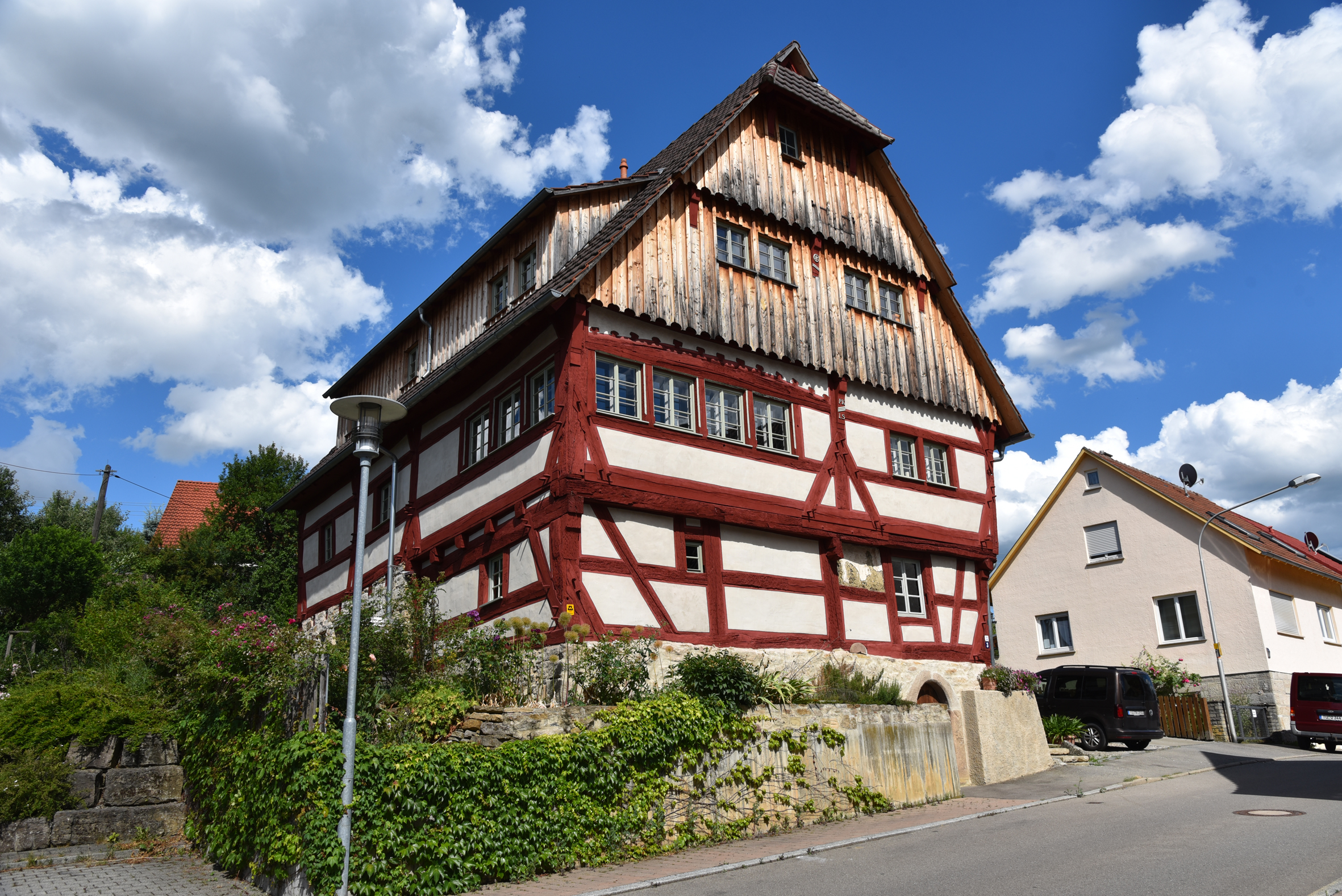
Altenhoferstr. 3, Ansicht Süd-West.

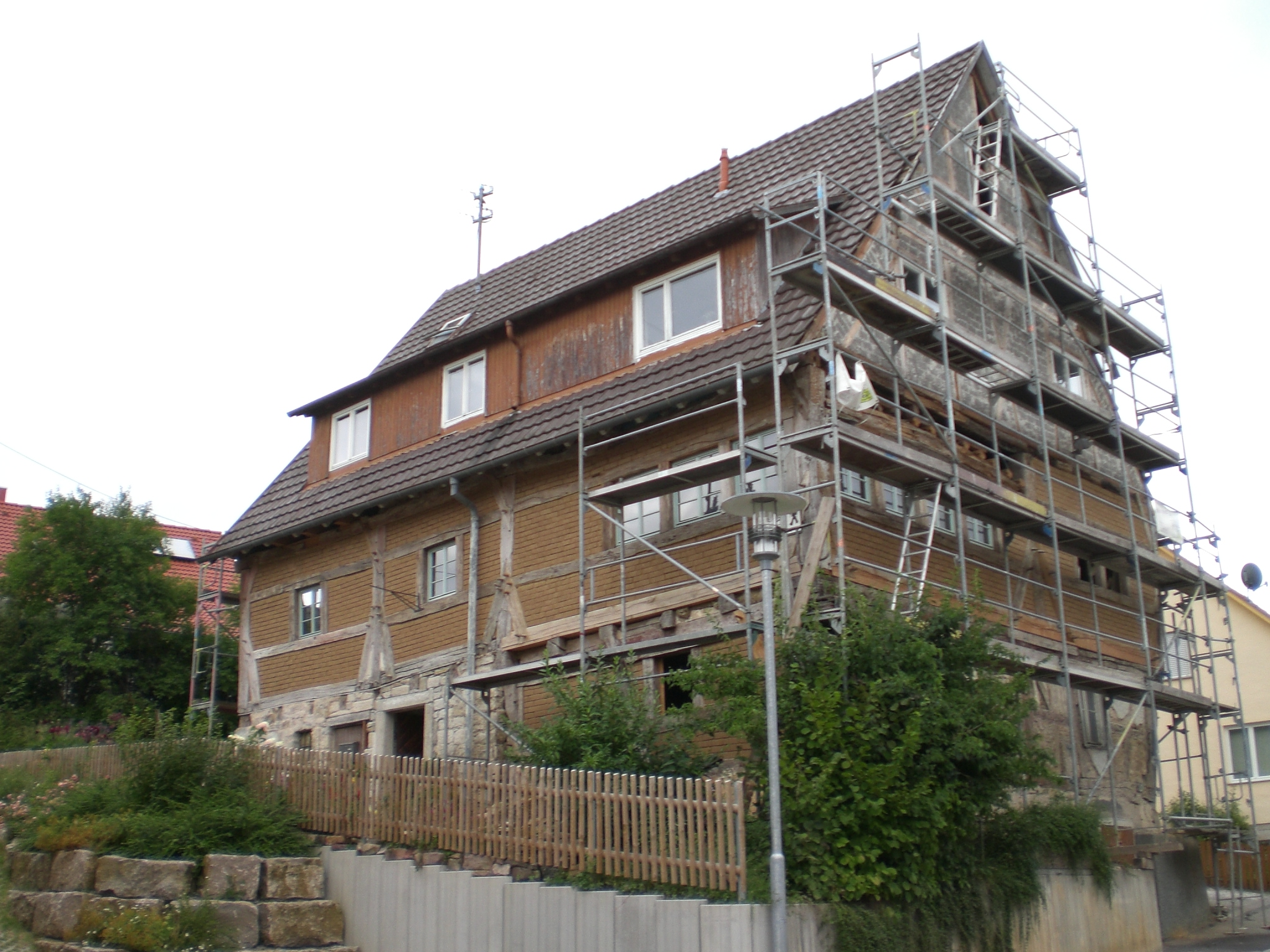
Während der Restaurierung (2009).

Das Fachwerkhaus Altenhoferstraße 3 ist das älteste Wohnhaus in Bodelshausen im Landkreis Tübingen. Es wurde 2007 unter Denkmalschutz gestellt.

## Baubeschreibung
Es handelt sich um ein giebelständiges zweistöckiges Haus mit Satteldach, das in Geschossbauweise errichtet wurde. Es steht am Hang und besitzt auf der Straßenseite zwei Gewölbekeller, wobei der östliche Keller mit firstparallelem Tonnengewölbe aus der Erbauungszeit stammt und von der Straße aus ebenerdig betreten werden kann. Von hier aus erfolgte der Zugang in den westlichen Gewölbekeller.
Die Bauzeit kann dendrochronologisch auf 1484 bestimmt werden. Ursprünglich war dieses Gebäude freistehend.
In zeittypischer Weise sprangen die oberen Stockwerke an den Giebeln vor und wurden durch Knaggen gestützt. Durch spätere Abarbeitungen und Umbauten sind diese Vorkragungen heute schwer erkennbar. Mehrere Baubefunde weisen darauf hin, dass der ursprüngliche Zugang an der Südöstlichen Traufseite über einen Treppenaufgang erschlossen war. Vermutlich wurde der Hauseingang ab dem 17. Jahrhundert an die nordwestliche Traufseite verlegt, wo er bis heute besteht. Eine Treppe führt in den ersten Stock, den Wohnbereich. Die Räume wurden durch einen Flur erschlossen, der quer zur Firstrichtung über die ganze Hausbreite ging. An den Wänden des Flurs wurde eine barocke, ornamentale Kalkputzbemalung mit Schriftfeldern (wohl Sinnsprüche; nur einzelne Worte sind lesbar) freigelegt. Die Stube besitzt ihre bauzeitliche, gewölbte Bohlenbalkendecke (1485d). An die Stube schließt sich mit hölzerner Trennwand und niedriger Türöffnung eine kleine barocke Täferstube (1694d) an, die im Archiv als „Cabinetlein“ oder „Studierstüble“ bezeichnet wurde.

## Bewohnergeschichte
Das Gelände, auf dem heute das Gebäude Altenhoferstraße 3 steht, kann über einen Kaufvertrag bis ins Jahr 1394 zurückverfolgt werden. Darin verkaufen Johannes und sein Bruder Conrad von Butlar aus dem „Gottshus zu Wilhaw oder Weilhau, Weilau“ ihren Hof zu Bodelshausen an die Brüder im Dettinger Wald. 1479 wird in denselben Akten ein Aberlin Speidelin als Träger eines Hofes zu Altenhofen genannt, der seine Gült nach Dettingen zu den Brüdern im Wald liefert. Ab 1516 hat die Herrschaft Württemberg jedoch sämtlichen Besitz der Brüder im Dettinger Wald in Bodelshausen "an sich gerissen" wie in den Akten steht. Das früheste Württembergische Lagerbuch von 1522 nennt einen Hans Speidelin (Sohn von Alberlin Speidelin) als Träger. Ab 1558 ist ein Endris Haug als Träger verzeichnet und "Alt Hanß Speidelin" als Mitkonsorte. Von dem Nachnamen "Haug" lässt sich die Bezeichnung "Haugenrain" oder "Hugelrain", wie sich ältere Bodelshäuser noch an das Grundstück erinnern, ableiten. Ein Hans Hoff heiratet Anna Haug, Tochter von Endris Haug und übernimmt die Trägerschaft des Hofes. Hans Hoff ist Schultheiß und beantragt 1589 eine zweite Stube einbauen zu dürfen, um seine Amtsgeschäfte nicht in der Wohnstube abhalten zu müssen. Auf ihn geht auch ein großer Umbau des Erdgeschosses zurück, sowie Teile der Keller und die Rote Farbfassung des Fachwerks, die 1598 (d) ausgeführt wurden. In die Familie Hoff kommt 1611 Johannes Steeb, Pfarrer, „Schaafwürth“ und Besitzer des "Güldenen Lamm" am Tübinger Marktplatz, indem er die Tochter Ursula Hoff heiratet. Als dieser früh gestorben ist, übernahm sein Bruder Elias Steeb die Pflege der hinterlassenen Witwe und erbte den Hof. 1653 kam ein Sohn, der ebenfalls Elias Steeb hieß, nach Bodelshausen, um dort die Pfarrstelle zu besetzen. Elias Steeb war mit einem hinterlassenen Vermögen von über 15.000 Gulden sehr vermögend und durch Erbschaft ebenfalls in den Besitz der Herberge "Güldenes Lamm" am Tübinger Marktplatz gekommen. Weil das Pfarrhaus in Bodelshausen im Dreißigjährigen Krieg fast zerstört und lange nicht wieder aufgebaut wurde, nutzte Elias Steeb dort nur einen Raum als Büro. Er wohnte mit seiner Frau in der Altenhoferstraße 3 oder in Tübingen im Lamm. Mit dem Barbier und Feldtscherer Georg Wilhelm Sturm, der 1694 eine Tochter des Pfarrers Steeb heiratete, kam eine weitere interessante Persönlichkeit in das Gebäude. Im selben Jahr kaufte er den Hof von seinem Schwiegervater, der sich im Tübinger Lamm in die oberste Stube mit Blick auf den Marktplatz zurückzog. Georg Wilhelm Sturm trennte noch im selben Jahr einen Teil des Flures ab und baute sich ein holzvertäfertes, sogenanntes "Studierstüble" oder auch "Cabinettlein" ein, das im oberen Drittel mit einer zierlichen Vergitterung zur Stube hin indirekt mitbeheizt werden konnte. Darin befand sich ein Perückenstock, ein Schreibpult, ein Bett und ein Gießkästlein. Georg Wilhelm Sturm kam ursprünglich aus Braubach und ging 1688, als er 16 Jahre alt war, mit dem Hessischen Regiment als „Feldtscherer“ in den Venezianischen Krieg. Das Hessische Regiment war in das Württembergische eingegliedert und somit lernte er viele Württemberger kennen. Nachdem er mehrere schwere Kriegshandlungen überlebte, zog er nach Dußlingen (Lkr. Tübingen), wo er das erste Mal heiratete. Als die Frau im Kindbett starb, heiratete er seine zweite Frau, Anna Barbara Steeb. Nachdem er sich in Bodelshausen etablierte und eine chirurgische Praxis eröffnete, wurde er zunehmend beliebter im Ort. So kam es, dass er 1714 zum Schultheiß gewählt wurde und zum ersten Mal die Gerichtsprotokolle für Bodelshausen einführte. Das Amt des Schultheißen führte er fast vierzig Jahre lang. Auch in seiner Profession wurde er als "Weitberühmbter Chirurgus" und „Jurati“ bezeichnet. Insgesamt war Georg Wilhelm Sturm viermal verheiratet. Aus seiner dritten Ehe mit Barbara Sturm (geb. Schlotterer) stammte die Tochter Anna Barbara Sturm, die spätere Mutter des in London berühmt gewordenen Miniaturmalers Jeremias Majer, der sich in England Jeremiah Meyer schrieb. Mit diesem Enkel verband den Großvater ein besonderes Verhältnis, denn der "Vielgeliebteste Ehni (Großvater)" vererbte Jeremias Majer 754 Gulden, womit zum Teil die Reise und Ausbildung in London finanziert wurde. Ohne dieses Erbe wäre womöglich das Leben des erfolgreichen Malers anders verlaufen.
Georg Wilhelm Sturms vierte Frau, Catharina Sturm, geb. Enßlin, stammte aus einer Uracher Kaufmannsfamilie, deren bekanntester Vertreter Johann Georg Enßlin, Kupferfaktor, gewesen sein dürfte. Georg Wilhelm Sturm war über viele Jahre mit dem Heiligenpflegeramt betraut und versorgte über sechs Wochen lang den an der „Franzosenkrankheit“ leidenden Graf Hermann Friedrich von Hohenzollern-Hechingen. Georg Wilhelm Sturm hatte mehrere Söhne, die allesamt als Chirurgen tätig waren. Ein Sohn aus letzter Ehe durfte sogar in Straßburg studieren und kam 1735 mit seiner Familie zurück an des Vaters Tisch. Wilhelm Adam assistierte seinem Vater sowohl in der Chirurgie, als auch bei der Ausübung des Schultheißenamtes. Als George Wilhelm Sturm 1748 starb, wurde Wilhelm Adam sein Nachfolger und führte das Schultheißenamt bis zu seinem Tod fort. Das Gebäude Altenhoferstraße 3 blieb drei Generationen in der Familie Sturm, der letzte von ihnen, Christoph Friedrich, starb verarmt an Auszehrung. 1768 verlor er bei einer Hausverlosung mit seinem Schwager Johann Georg Wagner das Gebäude, gewann die dazugehörige gedoppelte Scheune gegenüber und musste ein Teil der Scheunen zu einem Wohnhaus umbauen. Johann Georg Wagner, der Bauer und mit einer Tochter von Wilhelm Adam Sturm verheiratet war, bewohnte nun das freistehende Gebäude Altenhoferstraße 3 und musste 1768 einen Stall und eine Scheune anbauen, um seine Landwirtschaft betreiben zu können. Von diesem Zeitpunkt an wurde das Gebäude bis zu seinem Verkauf 1974 an die Gemeinde hauptsächlich landwirtschaftlich genutzt. Danach benutzte die Methodistische Kirchengemeinde das Gebäude und bis 2003 wurde es als Asylbewerberheim genutzt. Eine bauhistorische Untersuchung brachte wertvolle Bauteile aus dem Mittelalter und der Neuzeit hervor, woraufhin das Gebäude unter Denkmalschutz gestellt wurde. 2014 wurden archäologische Grabungen durchgeführt, die im Keller an die 52 Nachgeburtstöpfe zum Vorschein brachten. Eine derzeit noch nicht abgeschlossene Dissertation befasst sich zu einem großen Teil mit dem Gebäude und den im Verlauf der Forschungen gemachten Funden.

## Einzelfunde
Bei der Restaurierung des hinteren Gewölbekellers wurden sogenannte Nachgeburtstöpfe gefunden: mehrere stehend in den Stampflehmfußboden eingegrabene Henkeltöpfe, einige besaßen noch ihre Knaufdeckel. In den Töpfen waren Reste von organischer Substanz vorhanden. Aufgrund der Keramik erscheint es möglich, dass die Anlage des hinteren Kellers zeitgleich mit der Baumaßnahme im Obergeschoss (Täferstube, Putzmalerei im Flur) erfolgte.
In Zwischenboden und Wandfüllungen entdeckte man eine Reihe von Kleinfunden des 15. bis 17. Jahrhunderts, zum Beispiel Apothekerfläschchen aus grünlichem Waldglas.